# Planodema freyi
Planodema freyi là một loài bọ cánh cứng trong họ Cerambycidae.